# Gewerbelärm
Als Gewerbelärm werden alle Lärmemissionen bezeichnet, die von gewerblichen Anlagen erzeugt werden, dieser wird auch als Industrielärm bezeichnet. Zu unterscheiden ist dabei der Lärm, der auf die in oder an der Anlage arbeitenden Menschen wirkt, und der Lärm auf die Umgebung bzw. die Nachbarschaft.
Zum Schutz der Menschen, die in oder an der Anlage arbeiten, gibt es in Deutschland die Arbeitsstättenverordnung.
Das Regelwerk zum Schutz der Umgebung bzw. der Nachbarschaft ist in Deutschland die Sechste Allgemeine Verwaltungsvorschrift zum Bundes-Immissionsschutzgesetz – TA Lärm – Technische Anleitung zum Schutz gegen Lärm, vom 26. August 1998 (GMBl. 1998 S. 503). Darin wird festgelegt, welche Immissionen bei den verschiedenen Immissionsorten (Wohngebiet, Mischgebiet, Gewerbegebiet…) nicht überschritten werden dürfen. Zuständig für die Genehmigung und Überwachung sind in Deutschland in der Regel die Landratsämter.
Der Vollzug obliegt in Deutschland den Gewerbeaufsichtsämtern bzw. den Ämtern für Arbeitsschutz – je nach Bundesland.

## Schutz vor Lärm am Arbeitsplatz
Lärmschwerhörigkeit ist in der gewerblichen Wirtschaft seit Jahren die häufigste anerkannte Berufskrankheit. Unter Lärmschwerhörigkeit versteht man die vorübergehende Vertäubung oder irreversible Schädigung des Gehörs, die durch eine längerfristige Lärmbelastung mit hohen Schalldruckpegeln oder auch durch ein einzelnes extremes Schallereignis (etwa einen Knall) verursacht wird. Diese auf das Gehör bezogenen (auralen) Wirkungen des Lärms sind nicht vom subjektiven Empfinden der Betroffenen abhängig. Besonders schwerwiegend ist die Tatsache, dass Lärmschwerhörigkeit eine irreversible Schädigung des Gehörs bedeutet und nicht mehr zu heilen ist.
Ob Geräuschbelastungen am Arbeitsplatz gefährlich sind, hängt nicht nur von der Höhe des Schallpegels ab, sondern auch von der Einwirkzeit. Bei Lärmpegeln über 90 dB(A) können schon bei kurzen täglichen Belastungszeiten (2 bis 4 Stunden) Gehörschäden auftreten. Maßgebend für die Bewertung des Lärms ist der sogenannte Beurteilungspegel nach Unfallverhütungsvorschrift. Dieser Beurteilungspegel wird ortsbezogen oder personenbezogen ermittelt und ist einem achtstündigen konstanten Geräusch gleichzusetzen. Ab einem Lärmexpositionspegel von täglich 85 dB(A) über Jahre hinweg können Gehörschäden entstehen. Schon ab einem Tages-Lärmexpositionspegel von 80 dB(A) müssen Arbeitgeber die Beschäftigten zu den Gefährdungen durch Lärm unterweisen und geeigneten persönlichen Gehörschutz zur Verfügung stellen.
Geräusche können aber auch schon bei relativ niedrigen Schalldruckpegeln ab etwa 30 dB(A) gesundheitsschädlich sein und als lästig und störend empfunden werden. Zu den sogenannten extraauralen Wirkungen des Lärms zählen die nicht gehörschädigenden Wirkungen, wie zum Beispiel die Beeinträchtigung der Sprachverständigung sowie Konzentrations- und Leistungsfähigkeit, aber auch Körperreaktionen wie Stress und Herz-Kreislauf-Reaktionen. Teilweise hängen die extraauralen Wirkungen des Lärms auch von der subjektiven Wahrnehmung der Betroffenen ab. Häufig führen das eingeschränkte Konzentrations- und Leistungsvermögen zu Fehlreaktionen, die ebenso wie die bei höheren Lärmpegeln verminderte Signalwahrnehmbarkeit eine erhöhte Unfallgefahr darstellen.

### Primärer Lärmschutz
Bei Maßnahmen, die Geräusche bereits bei ihrer Entstehung mindern, spricht man von primärem oder aktivem Lärmschutz.

### Sekundärer Lärmschutz
Besonders beim Bearbeiten von Werkstücken, bei schnelllaufenden Anlagen, beim Stanzen oder Umformen von Blech sind primäre Maßnahmen gar nicht oder nur mit äußerst großem Aufwand zu realisieren.
Oftmals können hier nur sekundäre Lärmschutzmaßnahmen wie Kabinen, Kapseln oder Trennwände Abhilfe schaffen.
Lärmschutzkabinen auf dem neusten Stand der Technik haben multifunktionalen Charakter. Durch individuelle Auslegung einer Kabine lässt sich der Geräuschpegel der Anlagen (z. B. Bohr- und Fräswerken, Drehmaschinen, Strahlanlagen usw.) weit unter den von der Berufsgenossenschaft und vom Gewerbeaufsichtsamt geforderten Wert senken.
Darüber hinaus wird für alle Mitarbeiter ein ruhiges und stressfreies Umfeld geschaffen, das zu einer enormen Leistungssteigerung führt.
Bei sekundären Lärmschutzmaßnahmen wird generell unterschieden zwischen Maschineneinhausungen und Personalkabinen.
Die klassische Lösung bei Maschineneinhausungen ist das vierseitige Umschließen der Anlage mit Dach. Auch das Einbeziehen von Hallenwänden oder der Decke als Schallschutz ist durchaus möglich.
Für das Wechseln von Werkzeugen per Kran oder Stapler werden kraftbetätigte Winkelschiebetore bzw. Hubtore vorgesehen.
Das Zu- und Abführen der Werkstücke erfolgt in ähnlicher Art und Weise.
Integrierte, schallisolierte Fenster sowie zusätzliche Türen gewährleisten gute Sichtverhältnisse und optimale Zugänglichkeit der Anlage.
Schallschutzkabinen leisten damit auch einen aktiven Beitrag zur Arbeitssicherheit.
Bei Maschinen mit großen Abmessungen wird oftmals der sogenannte Schallschutztunnel den Maschineneinhausungen vorgezogen. Hier werden Bedienpulte und Kontrollstationen so angeordnet, dass das gesamte Personal in einer schallgeschützten, langgestreckten Kabine arbeiten kann.
Die richtige Anordnung der Sichtflächen sowie gute Belüftung und evtl. Klimatisierung sind besonders wichtig.
Der Aufbau von Schallschutzelementen wird entsprechend den Anforderungen individuell ausgelegt.
In der Regel wird ein Sandwichpaneel verwendet mit:
- 1,5 bis 2 mm Blechaußenschale
- 3 bis 5 mm aufgeklebter Schwerfolie als Dämmung
- 60 bis 100 mm hochfester Mineralfaser als Dämpfung, Rieselschutz
- PE-Folie, verhindert das Aufsaugen von Ölnebel
- 1 mm Lochblechabdeckung (mit Lochanteil > 30 %) zum Schutz für die Mineralfaserfüllung

Besonders zu beachten ist die Verbindung der Elemente untereinander sowie die Anschlüsse an Boden, Decke und Wänden. Nur absolut schalldichte Verbindungen gewährleisten den Erfolg der Schallschutzmaßnahme.

### Wirtschaftliche Vorteile durch Schallschutz
Eine Berechnung der Rentabilität von Schallschutz lässt sich am einfachsten bei nachträglich verkleideten Maschinen ausweisen.
Leistungssteigerungen bis zu 5 % sind je nach Möglichkeit der Maschineneinstellung als absolut realistisch anzusehen. Erhebliche Reduzierungen der Ausschlussquoten (10 %) und ca. 8 % weniger krankheitsbedingte Fehlzeiten sind gute Kostensenkungsquellen.
Gute Schallschutzmaßnahmen sind immer optimal auf den Anwendungszweck abgestimmt und erreichen dadurch nicht nur die Anforderungen des Gesetzgebers, sondern erzielen oftmals Renditen bis zu 60 %.
Richtig eingesetzter Lärmschutz heißt nicht nur auf die Gesundheit aller Mitarbeiter zu achten, sondern kann auch die Wettbewerbsfähigkeit eines Betriebes entscheidend verbessern.

## Eisenbahn
Lärm von abgestellten Schienenfahrzeugen oder Geräusche von Betriebs- oder Werksgeländen zählen in Deutschland nicht zum Schienenverkehrslärm, sondern zum Gewerbelärm. In der VDV-Mitteilung 1541 werden Pegelhöchstwerte für den Betrachtungsfall „Fahrzeugabstellung inkl. Vorbereitungs- und Abschlussdienst“ definiert.